# Росицкий, Богумир
Богумир Росицкий (18 апреля 1922, Брно, Чехословакия — 2 апреля 2002, Чехия) — чехословацкий и чешский зоолог и энтомолог.

## Биография
Родился 18 февраля 1922 года в Брно. В 1943 году поступил в Пражский университет, который он окончил в 1948 году. Будучи выпускником Пражского университета, с 1947 по 1950 год заведовал лабораторией сельскохозяйственной энтомологии и инсектицидов в Нератовице. С 1950 по начало 1990-х годов работал в Центральном биологическом институте (до 1954 года — научным сотрудником, до 1965 года — заведовал отделом и до начала 1990-х годов профессором).
Скончался в 2002 году в Чехии.

## Научные работы
Основные научные работы посвящены паразитологии.
- Изучал паразитических членистоногих (блох, иксодовых клещей, комаров и т. п.).

## Членство в обществах
- Академик Чехословацкой АН (1970-91).
- Основатель и председатель Паразитологического общества ЧССР (1972-91).

## Награды и премии
- 1954; 1972 — Премия имени К. Готвальда (2-кратный лауреат).